# Yahoo Answers
Yahoo Answers（ヤフーアンサーズ）は、アメリカの企業であるYahoo!が運営していたナレッジコミュニティ。頭文字を取ってYAとも略される。2005年12月8日にベータ版が一般公開され、廃止されたAsk Yahoo!の代替サービスとして正式に開始された。2021年5月4日にサービス終了。
かつてYahoo!の日本法人であったYahoo! JAPANもYahoo!知恵袋という同様のサービスを展開しているが、こちらはサービス終了に至っていない。

## 運営
コミュニティガイドラインに違反していなければどのような質問でも投稿が可能で、違反投稿を発見すると利用者が報告するというシステムを使用していた。また、一定の条件を満たした回答者が紹介される、Yahoo!知恵袋のカテゴリマスターのような「トップレベル ユーザー」というものも存在した。なお、質問に対する回答の募集期間は日本語版よりも3日短い4日間だった。
質問および回答するにはYahoo!アカウントを所持する必要がある。

### ポイント
Yahoo!Answersにはポイント制度が存在し、質問者が優れた回答を選出する「ベストアンサー」に選ばれることによって入手が可能であった。ポイントはその利用者の貢献度を示すものであり、金銭的価値は存在しない。
「ベストアンサー」に選ばれることによってポイントを稼ぐと、先述の「トップレベル ユーザー」に選出され、オレンジ色のバッジを授与された。

## 問題
日本語版であるYahoo!知恵袋では雑談まがいの質問と低品質な回答が問題になっているが、Yahoo!Answersでも同じような現象が起きている。

## ギャラリー

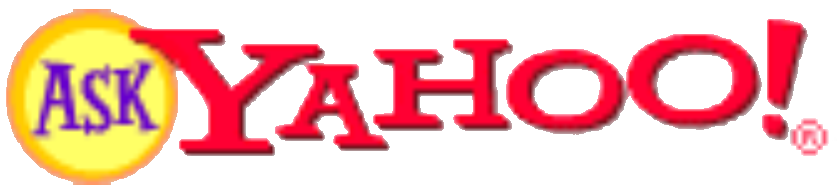
Ask Yahoo!のロゴ
2013年から2019年までのロゴ
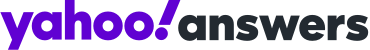
2019年からサービス終了時までのロゴ
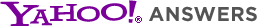
別バージョン